# FC Gueugnon
FG Gueugnon is een Franse voetbalclub, opgericht in 1940.
In 1970 speelde de club voor het eerst in de 2de klasse. In 1974 haalde de club de play-offs voor de promotie maar verloor tegen FC Rouen. Vijf jaar later werd de club kampioen maar mocht niet naar de hoogste klasse promoveren omdat de club een amateurclub was en geen profstatus had. In 1987 werd Gueugnon een profclub en in 1991 haalde de club de halve finales van de beker waar verloren werd van AS Monaco. In 1995 werd eindelijk promotie afgedwongen naar de 1ste klasse maar werd na 1 seizoen weer naar de 2de klasse doorverwezen.
In 2000 werd de kwartfinale van de beker gehaald waarin van FC Nantes verloren werd, maar eerder werd wel Olympique Marseille uitgeschakeld. Datzelfde jaar won de club als eerste tweedeklasser de Coupe de la Ligue, in de finale was Gueugnon met 2-0 te sterk voor Paris Saint-Germain in het Stade de France. De club mocht daardoor het volgende seizoen deelnemen aan de UEFA Cup, maar verloor daar in de eerste ronde van Iraklis Saloniki. De club kon echter niet meer terugkeren naar eerste en kon in 2004 maar net een degradatie vermijden. In 2011 werd de club wegens financiële problemen teruggezet naar de zesde klasse. In 2013 promoveerde de club naar de CFA. 

## FC Gueugnon in Europa
#R = #ronde, T/U = Thuis/Uit, W = Wedstrijd, PUC = punten UEFA coëfficiënten .
Uitslagen vanuit gezichtspunt FC Gueugnon 
| Seizoen | Competitie | Ronde | Land                 | Club             | Totaalscore | 1e W    | 2e W    | PUC |
| ------- | ---------- | ----- | -------------------- | ---------------- | ----------- | ------- | ------- | --- |
| 2000/01 | UEFA Cup   | 1R    | Vlag van Griekenland | Iraklis Saloniki | 0-1         | 0-0 (T) | 0-1 (U) | 1.0 |

Totaal aantal punten voor UEFA coëfficiënten: 1.0

## Bekende (ex-)spelers
- Romain Alessandrini
- Alain Bettagno
- Aly Cissokho
- Eric Groeleken
- Franck Jurietti
- David Pollet
- Jaouad Zairi